# Batalla de Bosrà
La batalla de Bosrà fou una batalla lliurada entre juliol i agost del 634 entre els àrabs musulmans del primer califat (califat dels raixidun), que havien envaït Palestina, i l'Imperi Romà d'Orient. Segons les fonts àrabs, el lloc de la batalla estava situat entre Ramla i Bayt Jibrin. S'ha identificat com un lloc proper al Wadi-l-Samt.

## Antecedents
El governant persa Còsroes II va esclafar una perillosa rebel·lió dins del seu propi imperi, la de Vararanes VI. Amb posterioritat, va enfocar les seves energies cap als seus enemics tradicionals romans d'Orient, amb la qual cosa va donar lloc a la Guerra romano-sassànida de 602-628. Durant uns pocs anys, va aconseguir importants èxits. Entre 612-622, va ampliar les fronteres perses gairebé en la mateixa mesura que estaven sota la dinastia Aquemènida (550-330 aC), va conquerir els estats occidentals com ara Egipte, Terra Santa i més.
Els romans d'Orient es van reagrupar i van retrocedir l'any 622 sota el govern de l'emperador Heracli. Còsroes va ser derrotat en la batalla de Nínive en 627 i els romans d'Orient van recapturar tot Síria i van penetrar profundament en les províncies perses de Mesopotàmia. En 629, el general de Còsroes Sarbar signà la pau, i la frontera entre els dos imperis va tornar a ser la mateixa que era el 602.
Pacificat el territori després de les guerres de la Ridda que van seguir la mort de Mahoma, el califa Abu-Bakr as-Siddiq va enviar els seus tres cossos d'exèrcit de tres mil homes cada un, comandats per Amr ibn al-As, Xurahbil ibn Hàssan i Yazid bin Abu Sufyan, que van rebre l'ordre de capturar diferents districtes de Síria al sud del Yarmuk i en cas d'haver de runir-se ho havien de fer al comandament d'Amr ibn al-As.
L'emperador, a Emesa, va enviar un exèrcit a Caesarea Maritima, la principal fortalesa de Palestina, incloent una flota de suport, on es va reunir amb les tropes locals, i es van dirigir al Golan, protegint el camí de Damasc a Egipte. Després de la conquesta musulmana de la ciutat de Bosra, un espia de Xurahbil ibn Hàssan tornà d'Ajnadayn amb notícies de la concentració de les forces romanes d'Orient en la ciutat, on es concentraven per conquerir una a una totes les viles preses pels musulmans. En aquell moment Yazid estava encara al sud del riu Yarmuk, Amr ibn al-As a la vall d'Arabà, i diversos destacaments dels cossos de Xurahbil i Abu Ubaidah ibn al-Jarrah, que va arribar de reforç, estaven repartits pel Districte de Hauran.
Després de dos mesos sense progressos, els comandants musulmans van demanar reforços a Abu-Bakr as-Siddiq, qui va cridar Khalid ibn al-Walid, que acabava de conquerir l'Iraq, i el va posar al comandant de l'exèrcit musulmà per la conquesta de Síria, on es va dirigir immediatament amb 500 a 800 reforços, infants muntats a camell.

## Batalla
Xurahbil ibn Hàssan, amb quatre mil homes va posar setge a Bosra, a la rereguarda romana d'Orient, que comptava amb dotze mil defensors, que havien plantejat batalla als atacants i els feien retrocedir però l'arribada de Khalid ibn al-Walid, al capdavant de mil-cinc-cents homes de cavalleria va provocar que els romans d'Orient es retiressin a la ciutat, i l'endemà, en un nou atac dels defensors de la ciutat, els musulmans van vèncer, i Romà, el governador de la ciutat, es va convertir a l'islam.

## Conseqüències
Khalid ibn al-Walid va posar setge a Damasc, però, en saber que l'exèrcit romà d'Orient es concentrava a Ajnadayn va aixecar el setge i va escriure a tots els caps per marxar al mateix temps i concentrar-se en Ajnadayn, que havien de prendre a Heracli si volien romandre a Síria.
L'exèrcit àrab de Khalid ibn al-Walid i Xurahbil ibn Hàssana es va reunir amb les tropes d'Abu-Ubaidah ibn al-Jarrah, Yazid ibn Abi-Sufyan, i Amr ibn al-As, i van trigar una setmana a concentrar el seu exèrcit en Ajnadayn. Consistia en entre 15.000 i 18000 homes, mentre que l'exèrcit romà d'Orient, de 8.000 a 9.000 homes reclutats entre la població local. i van derrotar els romans d'Orient, comandats per Teodor, germà de l'emperador Heracli i per un general anomenat pels àrabs Artabun, i els romans d'Orient van aguantar fins que al-Walid va enviar les reserves, que van poder trencar les línies romanes d'Orient.
Els romans d'Orient es van replegar cap a Jerusalem, i els musulmans no van interposar-s'hi.
Khalid l'endemà al matí es va dirigir a Damasc, i els musulmans van arribar a temps per participar en un festival dels gassànides, aliats dels romans d'Orient a Marj ar-Ràhit, netejant de el camí a Damasc, que van assetjar i prendre.